# Crime d'honneur
 (décembre 2011).

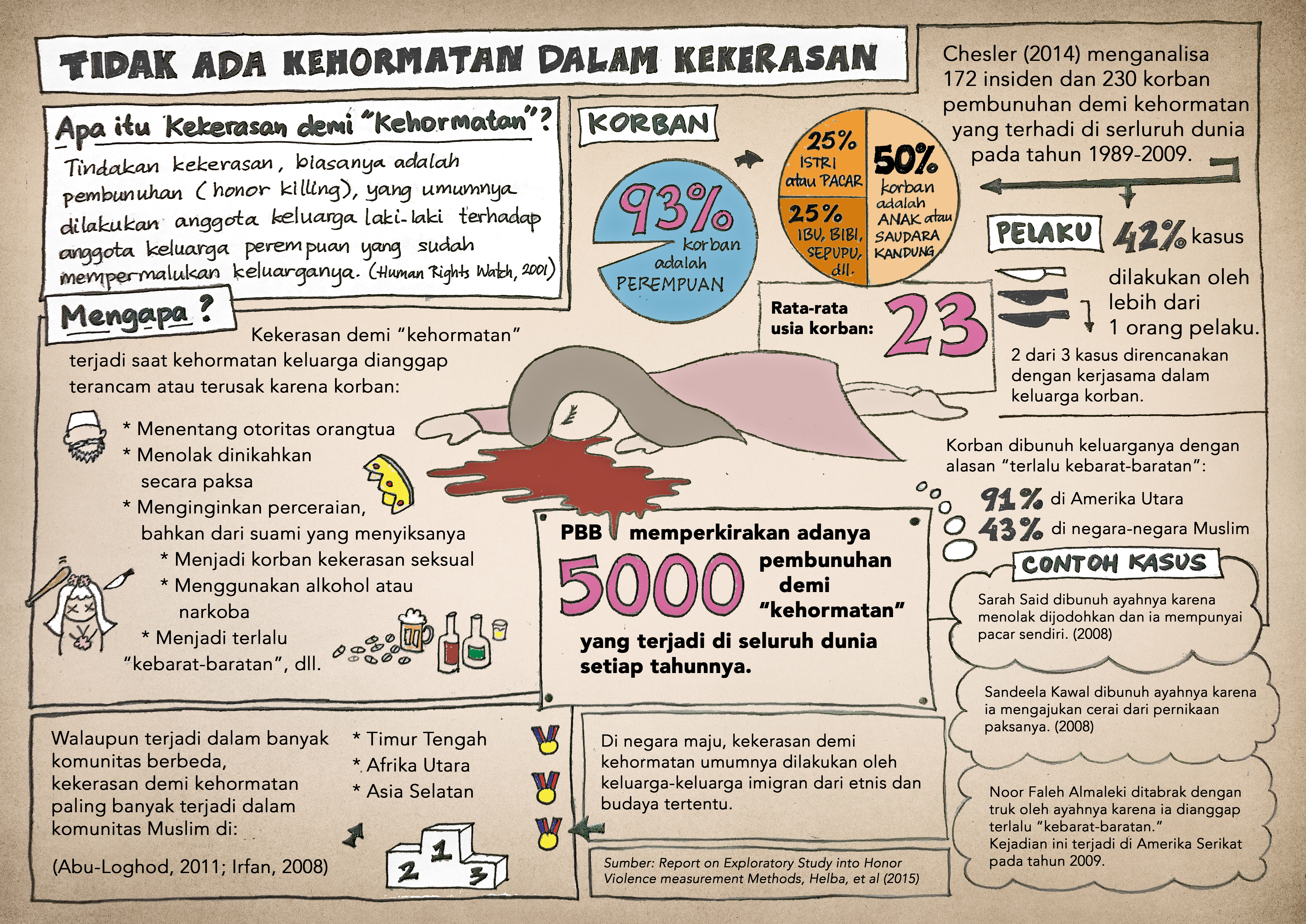
Une affiche de prévention en Indonésie.

Un crime dit d’honneur est un crime perpétré en réaction à un comportement perçu comme portant atteinte à l'« honneur » d'un groupe (le plus souvent une famille) car enfreignant un « code d’honneur » supposé. Dans la grande majorité des cas, les victimes sont des femmes (ce qui en fait une forme de féminicide) auxquelles l'entourage reproche leur indépendance ou liberté, notamment sur le plan sentimental. Mais parfois, la victime est la personne avec qui une relation supposée serait entretenue. 
Cette notion habille une volonté de contrôle de la vie des femmes par les hommes de la famille, au nom de valeurs patriarcales.
La violence liée à l’honneur apparait généralement dans les circonstances suivantes : 
- pour les femmes, les relations hors mariage ou simplement désobéir à l’autorité parentale, peuvent amener un homme de leur famille à vouloir les punir ou à commettre un assassinat ; les femmes sur lesquelles pèse le soupçon n'ont pas la possibilité de se défendre ;
- pour les hommes, l’insulte ou le défaut de rembourser une dette peut conduire à un duel pour sauver l’honneur[1].

Les crimes dits d'honneur ont existé dans la plupart des sociétés, et ont longtemps été tolérés par la loi. En Europe, ils avaient presque disparu au cours du XXe siècle avant de connaître un brutal retour à partir des années 1990.

## Définition
Le Conseil de l'Europe préfère parler de « crime dit d'honneur » ; l'ONU de « crime au nom de l'honneur », parce que « Il n'y a pas d'honneur au crime. » L'ONG Human Rights Watch donne la définition suivante des meurtres pour l’honneur :

« Les crimes d’honneur sont des actes de violence, le plus souvent des meurtres, commis par les membres masculins d’une famille à l’encontre de ses membres féminins, lorsqu’ils sont perçus comme cause de déshonneur pour la famille tout entière. Une femme peut être la cible d’individus au sein de sa propre famille pour des motifs divers, comprenant : le refus de participer à un mariage arrangé, le refus des faveurs sexuelles, la tentative de divorce — que ce soit dans le cadre de la violence conjugale exercée par son mari ou dans un contexte avéré d’adultère. La simple interprétation selon laquelle son comportement a “déshonoré” sa famille est suffisante pour enclencher une représaille. »

L'OMS, dans la définition qu'elle donne du féminicide, décrit le crime « d'honneur » comme l'un des quatre cas du féminicide. Mais il peut viser aussi des personnes homosexuelles ; en outre, la notion de crime est plus vaste que celle de meurtre et inclut d'autres violences comme les brûlures à l'acide ou le viol collectif.

### Sociologie
[à recycler]
Malek Chebel souligne la dimension tribale du crime dit d'honneur, lié à la perception de la sexualité féminine et à une organisation patriarcale de la société.
Les religions monothéistes, mises au service des traditions, ont contribué à ancrer dans les esprits une représentation patriarcale et inégalitaire. « Cette tendance n’oblitère en rien le fait que les passions tristes soient ressenties par tous les humains quel que soit le sexe ».
Ainsi, les « jeunes femmes sont torturées et tuées par des membres de leur famille à cause de leurs fréquentations, de leur façon de s'habiller ou de leur refus de se soumettre à un mariage forcé. En clair, parce que leur attitude laisse planer un doute sur leur virginité ».
« La particularité est que l’adultère féminin trouble les lignages et les transmissions, alors que l’adultère masculin n’est pas perçu comme gênant. S’instaure un climat de terreur comportant des victimes pour l’exemple, amenant les femmes à se soumettre plus encore à l’ordre moral implicite de la collectivité ».
Selon Amnesty International, le crime d'honneur est une « pratique ancienne consacrée par la culture plutôt que par la religion ». De même, Amir H. Jafri relève que ce serait une erreur de lier le crime dit d'honneur à une zone géographique ou une religion en particulier. Le crime pour l'honneur existait déjà dans l'Antiquité, en Europe médiévale et, dans les pays arabes, à l'époque pré-islamique. Il apparaît dans des régions où domine une « culture de l'honneur » plutôt qu'une « culture du droit ». Il est vrai que c'est un fléau en Jordanie et au Pakistan. Mais l'Indonésie, pays très majoritairement musulman, ne connaît pas ce phénomène. Il serait à relier, plutôt qu'aux pays musulmans, à ceux qui se caractérisent par un islam politique.
Du fait que ces pratiques se sont rencontrées dans toute l'histoire, le point de vue sociologique peut être complété par une explication plus biologique[Information douteuse].

### Criminologie
[à recycler]
« En criminologie, le crime dit d’honneur est relié à des caractéristiques de psychologie comportementale invoquant les sentiments que sont la jalousie et la perception d’offense liée à l’adultère ou même la victime du viol ». Le HCR mentionne que « les demandes d’asile sont aussi faites par des personnes d’orientation LGBT qui subissent les meurtres d’honneur autant que des violences physiques ou sexuelles. Sa survenue dépend de manière importante du consensus social lié aux libertés des femmes dans les pays concernés »,.
La fondation de droit suisse SURGIR qui siège à titre consultatif à l'ONU, se penche sur les cas des « femmes assujetties à des traditions criminelles » et déplore que « entre 15 000 et 20 000 femmes sont tuées chaque année dans le monde, selon les estimations des organisations non gouvernementales, par un cousin, un frère ou un père craignant l'opprobre de la communauté »,. Selon l’ONU en 2006, il y en aurait 5 000 par an.
Dans certaines cultures, les femmes violées sont considérées comme « impures » et rejetées. Au Pakistan, 80 % des femmes emprisonnées le seraient parce qu’elles ont été violées.
Le crime « d'honneur » est, dans certains pays, moins sévèrement sanctionné : la responsabilité du coupable est atténuée du fait qu'il s'agit d'une affaire considérée comme familiale ou d'un geste accompli par fureur,. Dans certains pays, il est même être excusé par la loi, comme c'est le cas en Iran et en Irak. Dans d'autres, la loi est peu appliquée. Le meurtre, au Pakistan, de Samia Sarwar (en) en 1999, n'a par exemple été suivi d'aucune condamnation. C'est pourquoi Malek Chebel appelle à « sanctionner plus sévèrement les auteurs » de ce genre de crimes.
En France, la notion de « crime d'honneur », conçu comme circonstance atténuante, a disparu de la législation en 1791. Elle est remplacée[réf. nécessaire] par le concept, estimé moins sexiste, de « crime passionnel », aujourd'hui inexistant en droit français.
Si les crimes dits d'honneurs sont généralement prémédités, une éventuelle distinction entre crimes d'honneur et crimes passionnels par l'intentionalité est discutable.

## Contexte des crimes
Les crimes catégorisés comme crimes d'honneur ont le plus souvent lieu en réaction à un ou plusieurs des évènements suivants : 
- refus d'un mariage forcé ou arrangé[23] :
- demande de divorce[24] ;
- propos ressentis comme nuisant à la réputation de la famille[24] ;
- victimes de viol[25] ;
- homosexualité[25] ;
- dans la société hindouiste, relations sortant du système de castes[26] ;
- apostasie[27].

## Dans le monde

### Europe

#### Histoire en Europe
Dans l'Empire Romain, le droit positif autorise explicitement certains crimes d'honneur. En particulier, la Lex Iulia de adulteriis, loi établie sous Auguste autorise un mari à tuer l'amant de son épouse surpris à son domicile sous certaines conditions notamment si l'amant est de classe sociale inférieure. Elle l'autorise également à tuer sa fille adultère et son amant. Dans ce dernier cas, la loi spécifie qu'il doit tuer les deux amants, ou les épargner tous les deux. S'il ne tue que l'un des deux amants, il reste justiciable pour homicide.
Les crimes d'honneur (delitto d'onore) étaient tolérés dans certains pays, comme le royaume de Naples. Mais, en 1979, en Italie, on compte encore une dizaine de ces crimes chaque année. L'article 587 du Code pénal, indulgent à l'égard du crime pour « offense à l'honneur », a été abrogé en 1981.
En 1546, Isabella di Morra, jeune poétesse de Valsinni en Basilicate, est assassinée par ses frères qui soupçonnent une liaison avec un homme marié.
Dans la nuit du 16 au 17 octobre 1590, Carlo Gesualdo, neveu du cardinal Charles Borromée et compositeur, assassine à Naples sa femme Maria d’Avalos et son amant Fabrizio Carafa, duc d’Andria qu’il a surpris en flagrant délit d’adultère au domicile conjugal. Après une enquête instruite par les juges de la Grand-Cour du vicariat de Naples, il ne fut pas condamné.

#### Localisation
En Europe, les crimes d’honneur sont un phénomène qui, par le passé, ont touché principalement quelques régions du sud de l’Europe telles que l'Italie méridionale ou l’Albanie.
Selon une analyse des meurtres d'honneur déclarés, commis entre 1989 et 2009 et ayant fait 230 victimes, la majorité (96 %) des meurtriers d'honneur en Europe étaient immigrés et/ou musulmans,. Les autres étaient le fait de communautés sikhs, hindoues et chrétiennes
En Albanie, la pratique du Kanun, un code d’honneur qui fixe les règles de comportement incite à la pratique de la vendetta et des crimes d’honneur,,.
En Grèce, la majorité des crimes commis entre 1850 et 1936 le sont « pour cause d'honneur ». Ils sont liés à une organisation clanique de la société, fondée sur la rivalité entre familles.

#### Recrudescence actuelle
L'Europe a connu une recrudescence des cas, constatée en 2003 puis confirmée en 2009. La Commission européenne sur l’égalité des chances constate, en 2003, que ces crimes sont souvent perpétrés dans la communauté musulmane. Mais elle souligne aussi que la loi musulmane ne préconise pas cette pratique, qui est au contraire condamnée par les autorités religieuses,. En effet, une fatwa de 2002 condamne le prétendu crime d'honneur comme étranger à l'islam. Il s'agit donc d'une interprétation de l'islam qui sert à justifier une pratique culturelle.
En 2013 à Rosarno (Calabre, Italie) un jeune homme de 20 ans, Francesco Barone, fils d’un chef mafieux local, tue sa mère pour la punir d’entretenir une relation extraconjugale avec un chef mafieux rival, Domenico Cacciola (qui a depuis disparu), durant la détention de son mari,.
Les crimes d'honneur sont réapparus en Europe occidentale auprès des personnes musulmanes ou originaires du Moyen-Orient, d'Afrique et d'Asie.
Selon l'ONG SURGIR, « aux Pays-Bas, la police estime que treize meurtres ont été commis en 2009 au nom de l'honneur ; au Royaume-Uni, une douzaine de cas sont recensés chaque année ; en Allemagne, 72 jeunes filles ont été tuées en dix ans ; en France, depuis 1993, une dizaine de cas ont été évoqués dans les médias, en grande majorité dans les communautés indiennes, pakistanaises, sri-lankaises, kurdes et turques » et appelle les États européens à prendre des mesures.
- En Italie, en 2006, Hina Saleem, une jeune Pakistanaise de 21 ans, est assassinée à Sarezzo (Lombardie) par ses parents et des membres de sa famille qui n’acceptaient pas sa relation avec un Italien et sa vie jugée « trop occidentale »[45]. Hina s’était également opposée à un mariage arrangé.

- Toujours en Italie, en 2009, Sanaa Dafani, une jeune Marocaine de 18 ans résidant avec sa famille à Pordenone (N.-E.), est égorgée par son père qui lui reprochait d’être « trop occidentale » et d’avoir une relation avec un Italien[46]. Il sera condamné définitivement à 30 ans de prison en 2012[47].

- En 2010 à Modène (Italie), un Pakistanais, aidé de son fils, « punit » à coups de barre d’acier et de pierre son épouse et sa fille qui refusaient un mariage arrangé. La mère succombera à ses blessures[48],[44].

- En Allemagne, en 2005, Hatun Sürücü (de), une jeune Allemande d’origine turque, est tuée à Berlin par son frère pour « s’être comportée comme une Allemande »[49].

- En Belgique, en 2007, Sadia Sheikh, une Belgo-Pakistanaise de 20 ans, est assassinée à Charleroi (Région wallonne) par des membres de sa famille pour avoir refusé un mariage arrangé[50].

- Aux Pays-Bas, la police estime que treize meurtres ont été commis en 2009 au nom de l’honneur[51].

- En Grande-Bretagne, l’association IKWRO (Iranian and Kurdish Women’s Rights Organisation) a recensé 2 823 agressions (séquestrations, coups, brûlures, homicides) commises en 2010 contre des femmes sous prétexte de « venger l’honneur d'une famille »[52].

- En Suède, plusieurs cas de crimes liés à l’honneur ont été médiatisés au cours des dernières années. Le cas le plus connu est celui de Fadime Sahindal, une jeune femme de 25 ans, d’origine kurde (Turquie) résidente en Suède depuis ses 7 ans, assassinée par son père le 21 janvier 2002 à Uppsala. Fadime refusait le contrôle social que son entourage exerçait sur elle et avait notamment refusé un mariage arrangé avec un cousin. Quelques mois avant d’être assassinée, en novembre 2001, Fadime avait prononcé un discours au Parlement suédois afin de sensibiliser les parlementaires à la problématique des violences et crimes liés à l’honneur sur le territoire suédois[53].

- En France, en 2021, une femme d'ascendance algérienne, Chahinez Daoud, est brûlée vive par son mari algérien qui lui reprochait de vouloir « vivre comme une Française »[54].

- En Espagne, en mai 2022, un Pakistanais tue deux de ses filles, mariées de force à des cousins, qui voulaient divorcer[55].

La véritable ampleur du problème du crime d'honneur en Europe reste inconnue car beaucoup de ces crimes n'ont pas de statistiques fiables, certains sont travestis en « litiges domestiques », en « suicides » ou restent non déclarés car la loi du silence prévaut. D'autres désignent un meurtrier mineur, sachant que la législation sera moins sévère à son égard.

### Maghreb
Selon l’article 46 de la Constitution tunisienne, l’État doit prendre les mesures nécessaires pour éradiquer la violence à l’égard des femmes : en principe, il s’agit de toutes les formes de violence. Actuellement, le Code pénal criminalise le viol, le harcèlement sexuel mais pas le crime d’honneur, le mariage forcé, les mutilations génitales féminines ni la violence économique.
De plus, les violences sexuelles au sein du mariage ne sont pas punies, du fait que la violence familiale est généralement perçue comme une affaire privée par la police. Le trafic de femmes pour raisons d’exploitation professionnelle ou sexuelle n’est pas non plus criminalisé.
En Algérie le crime d'honneur est excusable notamment s'il fait suite à un adultère comme en dispose le code pénal algérien : 
Art. 279 - Le meurtre, les blessures et les coups sont excusables, s’ils sont commis par l’un des époux sur son conjoint ainsi que sur le complice à l’instant où il les surprend en flagrant délit d’adultère.
Un Marocain sur quatre (25%) juge les crimes d’honneur «acceptables». C’est ce qui ressort de la dernière livraison de «Arab Barometer», une enquête coordonnée par l’université de Princeton et le service arabophone de la BBC.

### Moyen-Orient
Le meurtre pour l’honneur est une pratique que l’on peut observer (même si elle n’est pas légitime pour de nombreux habitants de ces pays ni dans leur religion) dans certains États du Proche et du Moyen-Orient.
Selon la Commission des droits de l’homme du Pakistan (HRCP), 636 femmes sont mortes d’un crime d’honneur en 2007. En 2013, selon la Commission nationale des droits de l’Homme, ce sont près de 1 000 femmes ou adolescentes qui ont été tuées sous prétexte d’avoir déshonoré leur famille, le plus souvent en toute impunité. L’une d'entre elles était enceinte de trois mois. Le cas de Qandeel Baloch a été quelque peu médiatisé : la blogueuse et chanteuse pakistanaise a été assassinée par son frère le 15 juillet 2016, qui a invoqué le crime d’honneur,.
Au moins 288 femmes ont péri en Turquie entre 2001 et 2 008 victimes de crimes d’honneur, selon une étude universitaire menée par l’université Inönü de Malatya. Les « meurtres traditionnels » décrits par l’étude sont plus répandus dans l’est de la Turquie. Le gouvernement et les associations ont accru leurs efforts au cours des dernières années pour éradiquer les crimes d’honneur.
Women Abuse (en cours de production[Quand ?]) est un court métrage de Pierre Rehov sur les crimes d'honneur et la maltraitance des femmes dans les Territoires palestiniens[réf. souhaitée].
Au Kurdistan irakien, les crimes d'honneur sont parfois maquillés en suicide, notamment en immolation. Depuis 2004, le crime d'honneur n'est plus un facteur atténuant dans les procès pour meurtre et depuis 2011 les violences domestiques sont criminalisées. Des refuges sont mis en place pour les femmes qui fuient les crimes d'honneur.

### Amérique latine
Les crimes « d'honneur » sont fréquents en Amérique latine, notamment au Brésil et au Pérou,.
Les Incas pouvaient laisser mourir de faim une femme adultère.
Au Brésil, la Cour suprême a interdit d'invoquer la défense de l'honneur comme circonstance atténuante d'un féminicide en 2021.

#### Ailleurs dans le monde
Aux États-Unis, en 1989, le meurtre de Palestina Isa fait partie d'une série de crimes perpétrés en 2008 et 2009. Au Canada également, plusieurs meurtres ont été médiatisés et ont ému l'opinion. Mais les études manquent pour déterminer si cette fréquence apparente est le signe d'une véritable recrudescence. La Jordanie, particulièrement touchée par ce fléau, a vu le nombre de cas diminuer grâce à une campagne de sensibilisation. En Iran en 2020, une adolescente de treize ans, Romina Ashrafi, est tuée par son père pour s'être enfuie avec un homme : le crime dit d'honneur y est peu pénalisé, 8000 cas ont été recensés entre 2010 et 2014, et leur nombre s'est accru pendant la pandémie de Covid-19. Au Pakistan, le nombre de ces crimes est resté tristement stable de 1998 à 2002 puisque entre 250 et 300 femmes ont été tuées par an, dans la seule province du Pendjab. Malgré l'adoption par ce pays d'une loi qui vise à punir plus sévèrement ces crimes en 2016, la pratique du karo-kari (en) reste fréquente.